# Parti du travail (Turquie)
Pour les articles homonymes, voir Parti du travail.
Le Parti du travail (en turc : Emek Partisi) est un parti politique de gauche turc, fondé en 1996.
La présidente actuelle est Selma Gürkan et son adjoint est Abdullah Varli. Le slogan du parti est « Travail, Pain, Liberté ! » (« İş, ekmek, özgürlük. »). La fraction jeunesse du parti est appelée Emek Gençliği.
Il est l'un des rares partis politiques turcs à reconnaître la déportation des Arméniens en 1915 comme un génocide,.

## Historique

### Origines
En 1994-1995, une commission interne du TDKP, le Parti communiste révolutionnaire de Turquie (Türkiye Devrimci Komünist Partisi), une organisation marxiste-léniniste illégale, est chargée de préparer les bases du lancement d'un parti légal, afin de participer aux élections. Le 26 novembre 1996, les membres de ce parti fondent le Parti du travail, Emek Partisi (EP). Le président du parti est Abdullah Levent Tüzel.

### Emek PartisietEMEP
Le 14 février 1997, le nouveau parti est interdit par le gouvernement turc. Il est alors refondé sous le nom de Emeğin Partisi (EMEP). Ses dirigeants portent l’affaire devant la Cour européenne des droits de l'homme. Celle-ci jugera que le gouvernement turc a enfreint les règles démocratiques en interdisant le parti. Le 27 novembre 2005, lors du congrès du parti, les militants décident de reprendre le nom d’Emek Partisi mais conservent le sigle EMEP. Officiellement, Abdullah Levent Tüzel cumule les fonctions de président des deux partis.

### Participation aux élections
Pour sa première participation aux élections législatives en 1999, le parti obtient 51'752 voix, soit 0,17% des suffrages.

### Élections nationales de 2002: alliance avec le DEHAP
En prévision des élections législatives en 2002, le parti pro-kurde DEHAP (Parti démocratique du peuple) appelle à former une alliance électorale, l'« union des forces démocratiques » (Demokratik Güçbirliği). Le Parti du travail adhère à cette alliance que rejoignent aussi d'autres petits partis, comme le Parti social-démocrate populaire (SHP), le Parti de la liberté et de la solidarité (ÖDP), le Parti de la démocratie socialiste (SDP) et l'ÖTP.
Le bloc mené par le DEHAP obtient 6,22 % des voix. Le résultat constitue certes une augmentation de 1,49 % par rapport aux résultats qu'avait obtenu le parti pro-kurde à l'origine de la création du DEHAP, le HADEP, lors du scrutin de 1998. Cependant, le barrage des 10 %, nécessaire pour entrer à l'Assemblée nationale turque, est loin d'être atteint.

### Municipalités
Lors des élections municipales de 2009, EMEP remporte officiellement deux mairies dans les villes de Mazgirt et de Darıkent, dans la région de Tunceli, à majorité kurde et alévite. Une troisième mairie vient s’ajouter à cette liste quand le vainqueur des élections municipales de la ville de Pertek, Kenan Çetin, rejoint EMEP.[réf. souhaitée]

### Soutien au HDK et au HDP
En 2011, le parti rejoint le Congrès démocratique des peuples (HDK), union de plusieurs partis, majoritairement pro-kurdes ou de gauche. Le 27 octobre 2013, il participe à la création du Parti démocratique des peuples (HDP). Le 17 juin 2014, il annonce qu'il quitte le HDP en raison de restructurations au sein du Parti de la paix et de la démocratie. Malgré la scission, le Parti du travail soutient Selahattin Demirtaş, candidat du HDP à l'élection présidentielle du 10 août 2014 et décide de ne pas présenter de candidats lors des élections législatives de 2015.[réf. souhaitée]
En amont des élections législatives turques de 2023, le Parti du travail intègre l'Alliance du travail et de la liberté et se présente derrière la liste électorale du Parti de la gauche verte.

## Résultats électoraux

### Élections législatives
| Année | Voix             | %                | Rang | Sièges  | Gouvernement        |
| ----- | ---------------- | ---------------- | ---- | ------- | ------------------- |
| 1999  | 51 752           | 0,17             |      | 0 / 550 | Extra-parlementaire |
| 2002  | Au sein du DEHAP | Au sein du DEHAP |      | 0 / 550 | Extra-parlementaire |
| 2007  | 26 556           | 0,08             |      | 0 / 550 | Extra-parlementaire |
| 2011  | 31 577           | 0,07             |      | 0 / 550 | Extra-parlementaire |
| 2023  | Au sein du YSP   | Au sein du YSP   |      | 2 / 600 | Opposition          |

### Élections municipales

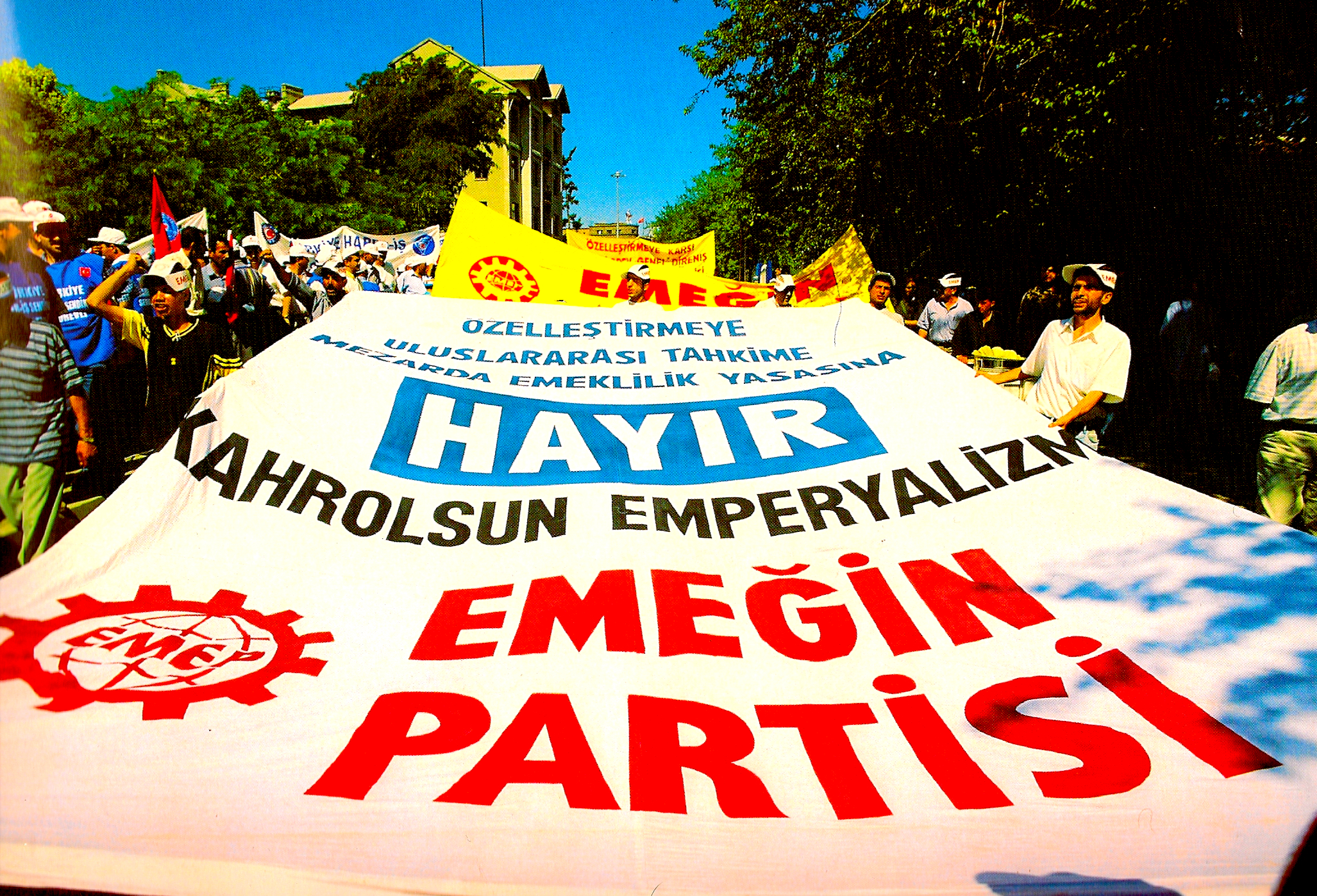
Manifestation d’EMEP.

| Année | Voix   | %    |
| ----- | ------ | ---- |
| 1999  | 29 499 | 0,09 |
| 2004  | 15 648 | 0,05 |
| 2009  | 45 761 | 0,11 |

## Idéologie
Le Parti se réclame du « socialisme scientifique », c'est-à-dire du marxisme-léninisme. Il se considère comme « le parti de la classe ouvrière, en lutte pour la libération du Travail de la domination du Capital ».

## Médias
Le parti dispose de plusieurs organes pour s’adresser à la population, comme le quotidien Evrensel, des magazines comme Evrensel Kültür (« Culture universelle ») ou Özgürlük Dünyasi (« Le Monde des libertés »). Il disposait également de la chaîne de télévision Hayat TV qui a été fermée par le gouvernement turc en novembre 2016.